# Miconia minuta
Miconia minuta är en tvåhjärtbladig växtart som beskrevs av Henry Allan Gleason. Miconia minuta ingår i släktet Miconia och familjen Melastomataceae. Inga underarter finns listade i Catalogue of Life.